# Ronnie Rocket
Ronnie Rocket é um filme não-finalizado cujo projeto foi escrito e seria dirigido por David Lynch. Após o sucesso de Eraserhead (1977), ele desenvolveu Ronnie Rocket, porém não conseguiu concluir por não encontrar financiamento. Assim, cancelou as produções e se dedicou a outro projeto, que tornar-se-ia The Elephant Man.
Alguns críticos de cinema avaliaram, à época do desenvolvimento, que o projeto continha muitos elementos de destaque, incluindo direção de arte e referência à cultura popular da década de 1950 e à deformação física. Durante os acordos, Lynch conheceu Michael J. Anderson, que viria a trabalhar com ele em Twin Peaks e Mulholland Drive.